# Procanthia
Procanthia is een geslacht van vlinders uit de familie van de uilen (Noctuidae).

## Soorten
- P. nivea Rothschild, 1910